# Behuria glutinosa
Behuria glutinosa är en tvåhjärtbladig växtart som beskrevs av Célestin Alfred Cogniaux. Behuria glutinosa ingår i släktet Behuria och familjen Melastomataceae. Inga underarter finns listade i Catalogue of Life.